# 日本の福祉

OECD各国のGDPにおける社会的支出割合（公費および私費）

OECD各国のGDPにおける社会的支出割合（％、種類別）

日本の人口ピラミッド

日本の福祉（にほんのふくし、英語: Welfare in Japan）は厚生労働省が所管しており、2015年の社会的支出のGDP比は総純社会支出は23.5%、うち純私的支出は2.8%（義務的：0.4%、自発的：2.4%）であった。2021年度日本の社会保障給付費は過去最高138兆 7,433億円に膨張しており、そのうち高齢者関係は83兆4,322億円で60.1%（内訳：年金56兆3,136億円40.6%、医療費：15兆 7,292億円11.3％）となっている。別のデータではOECDの場合は、2020年で約36.0%（公的支出と義務的私的社会支出を合わせた時の社会保障支出全体に対する割合）、国立社会保障・人口問題研究所の統計では、2021年度は約34.1%であり、日本の社会保障支出は65歳以上の高齢者に集中している。
また、高齢者分野を含めた全体の総純社会的支出のGDP比（2020年、自発的社会支出は2019年）は、公的または私的な社会的支出から、直接税（所得税および社会保障拠出）、現金給付に対する消費の間接税、並びに社会的目的のための減税の影響も含んだ値である。それらの税を考慮しない場合は、公的支出（一般政府中央、地方政府、社会保険によって資金の流れがコントロールされる社会支出）は24.9%、私的支出（私的部門により運営される団体によって資金の流れがコントロールされる社会支出）は0.4%（義務的：0.4%、自発的：2.6%）である。
2021年度の社会保障給付額に対して、国民所得（NNI）395.8兆円 であり、国民所得比で35.1%となっている。これは国民１人当たりの社会保障給付費は110万5,500円、1世帯当たりで261万8,300円に相当する。
日本の福祉レジームについて厚生労働白書では「エスピン＝アンデルセンは、日本の現状の福祉システムは、自由主義レジームと保守主義レジーム双方の主要素を同様に組み合わせる。しかし、いまだ発展途上であるレジームであるが、思い描けるレジームを形成するかどうかについては結論を急がない」と述べられている。

## 領域
日本の一般政府歳出（%, 2019年）
日本における福祉とは、一般的には福祉六法やそれに派生・関連した政策を指すが、広義には狭義の社会福祉に加えて、社会保障と公衆衛生の政策を含む。かつての社会保障審議会の分類によれば、主として社会保険・公的扶助・社会福祉・公衆衛生及び医療・老人保健の5部門に分れており、広義ではこれらに恩給、戦争犠牲者援護を加えている。
1950年社会保障制度審議会勧告においては、社会保障制度が「医療保険」「国家扶助（公的扶助）」「公衆衛生及び医療」「社会福祉」の4部門に分類された。1950年勧告における枠組みは、高度経済成長期を経て出された1995年社会保障制度審議会勧告でも引き継がれており、日本の社会保障制度構築上の基盤となっている。
- 社会保険 - 医療保険・年金保険・労災保険・雇用保険・介護保険
  - 各自が保険料を払い、各種リスクの保障をするというシステムである。原則として強制加入の相互扶助制度である。
- 公的扶助 - 生活保護
  - 生活に困窮する者に、生活保護法に基づき国が最低限の生活の保障をし、自立を助けるシステムである。
- 社会福祉 - 老人福祉・障害者福祉・児童福祉・母子福祉・公費負担医療
  - 児童、障害者、高齢者、ひとり親家庭などの社会的に不利な立場に置かれている人々に対して、サービス等を提供する。
- 公衆衛生及び医療 - 感染症対策・食品衛生・水道・廃棄物処理
  - 国民が健康に生活ができるように、外因病や生活習慣病の予防や早期発見を目指すシステムである。
- 老人保健（2008年4月1日より後期高齢者医療制度に）

日本における年齢別所得再配分（所得再分配調査）
青線は額面所得、橙線は再分配後の所得

### OECD分類による項目一覧
|                  | 支出額         | GDPに 占める割合 | 政府一般歳出に 占める割合 |
| ---------------- | -------------- | ---------------- | ------------------------- |
| 高齢者           | 48兆7,975億円  | 9.1%             | 26.3%                     |
| 遺族             | 6兆4,199億円   | 1.2%             | 3.5%                      |
| 障害者           | 6兆6,020億円   | 1.2%             | 3.6%                      |
| 保健             | 55兆9,026億円  | 10.4%            | 30.1%                     |
| 家族             | 10兆7,536億円  | 2.0%             | 5.8%                      |
| 積極的労働政策   | 4兆202億円     | 0.7%             | 2.2%                      |
| 失業             | 1兆2,717億円   | 0.2%             | 0.7%                      |
| 住宅             | 6,048億円      | 0.1%             | 0.3%                      |
| その他           | 1兆9,878億円   | 0.4%             | 1.1%                      |
| 総計             | 136兆3,600億円 | 25.3%            | 73.4%                     |
| （参考）OECD平均 | N/A            | 21.5%            | 51.3%                     |

国立社会保障・人口問題研究所 2013による。
高齢
- 厚生年金：老齢年金、脱退手当金等
- 国民年金：老齢年金、老齢福祉年金、外国人脱退一時金等
- 厚生年金基金、農業者年金基金等：老齢年金等
- 介護保険：介護サービス等諸費、介護予防サービス等諸費
- 社会福祉：高齢者日常生活支援等推進費
- 生活保護：介護扶助
- 各種共済組合：退職共済年金等
- 各種恩給
- 中小企業退職者共済等：退職給付金
- 社会福祉施設職員等退職手当共済制度：退職手当金

遺族
- 厚生年金：遺族年金
- 国民年金：遺族基礎年金、死亡一時金等
- 各種共済組合：遺族年金、死亡一時金、埋葬料等
- 戦争犠牲者：遺族等年金等
- 国保：葬祭諸費
- 生活保護：葬祭扶助
- 医薬品副作用被害救済制度：遺族年金、遺族一時金、葬祭料
- 生物由来製品感染被害救済制度：遺族年金、遺族一時金、葬祭料
- 公害健康被害補償制度：遺族補償費、遺族補償一時金、葬祭料
- 石綿健康被害救済制度：特別遺族弔慰金、葬祭料等
- 日本スポーツ振興センター災害共済給付：死亡見舞金等
- 犯罪被害給付制度：遺族給付金

障害者
- 厚生年金：障害年金、障害手当金
- 国民年金：障害年金、障害基礎年金
- 各種共済組合：障害年金、傷病手当金、休業手当金
- 国家公務員災害補償：休業補償、介護補償、補装具費等
- 地方公務員等災害補償：休業補償、介護補償、補装具費等
- 旧公共企業体職員業務災害：休業補償
- 労働者災害補償保険：休業補償、障害補償一時金、施設整備費等
- 協会健保、組合健保：傷病手当金等
- 公衆衛生：原爆被爆者等援護対策費等
- 医薬品副作用被害救済制度：障害年金等
- 生物由来製品感染被害救済制度：障害年金等
- 公害健康被害補償制度：障害補償費、療養手当等
- 石綿健康被害救済制度
- 日本スポーツ振興センター災害共済給付：障害見舞金等
- 犯罪被害給付制度：重傷病給付金等

保健
- 公費負担医療給付分、医療保険等給付分、後期高齢者医療給付分、軽減特例措置（国民医療費による）
- 各医療保険制度：特定健康診査・特定保健事業費、保健事業費、管理費
- 公衆衛生：感染症対策費、医療提供体制確保対策費、医療従事者等確保対策費、独立行政法人国立病院機構運営費等
- 社会福祉：社会福祉諸費、母子保健衛生対策費
- 感染症予防、母子保健、学校保健、救急業務費
- 公立病院への補助金、国民健康保険診療施設への補助金

家族
- 子ども手当（児童手当）：給付、児童育成事業費等
- 社会福祉：特別児童扶養手当、児童扶養手当、保育所運営費
- 協会健保、組合健保、国保：出産育児諸費、出産育児一時金等
- 各種共済組合：出産育児諸費、育児休業給付、介護休業給付
- 雇用保険：育児休業給付、介護休業給付
- 生活保護：出産扶助、教育扶助
- 就学援助制度
- 就学前教育費

積極的労働市場政策
- 雇用保険等：職業紹介事業等実施費、教育訓練給付、職業能力開発強化費、高齢者雇用安定・促進費、障害者等職業能力開発支援費、若年者等職業能力開発支援費等

失業
- 雇用保険等：失業等給付費

住宅
- 生活保護：住宅扶助、公的賃貸住宅家賃対策補助、認知症高齢者グループホーム、グループホーム、老人ホーム

その他
- 各種共済組合：災害給付等
- 生活保護：生活扶助、生業扶助
- 社会福祉：災害救助関係等、婦人保護費
- 戦争犠牲者：引揚者援護費
- 被災者生活再建支援制度：支援金支出

## 所管
社会政策の所管は厚生労働省である。うち、社会保障部分については同省の外局である社会保険庁が所管していたが、2008年10月に政府管掌健康保険の事業運営を分離し、新しく全国健康保険協会（非公務員型公法人）が設立された。また、2010年1月に公的年金の事業運営を行うため、新しく日本年金機構（非公務員型公法人）が設立された。

### 根拠法
日本での福祉は日本国憲法第25条第2項（生存権）を保障する政策として取り組まれている。同条では「国は、すべての生活部面について社会福祉、社会保障及び公衆衛生の向上及び増進に努めなければならない。」と規定されており、社会福祉は、慈善や相互扶助のみではなく、国の責任で向上・増進させるべきとの規定がなされている。
- 福祉六法 - 生活保護法 / 児童福祉法 / 母子及び父子並びに寡婦福祉法 /身体障害者福祉法 / 知的障害者福祉法 /老人福祉法の6つの法律の総称。
- その他の社会福祉法 - 精神保健及び精神障害者福祉に関する法律 / 社会福祉法 / 介護保険法 / 障害者の日常生活及び社会生活を総合的に支援するための法律 / 子ども・子育て支援法

### 社会保障審議会
社会保障審議会は厚生労働大臣の諮問機関である（厚生労働省設置法第7条）。厚生労働省発足に伴い、社会保障関連の8審議会を統合再編し2001年（平成13年）に設置された。実質審議は、政令で決められた分科会と、必要に応じ設置される部会で行われる。分科会は、医療（特定機能病院の承認）、介護給付費（介護報酬改定）、統計、福祉文化、医療保険保険料率の5分科会、部会が10部会、その他に特別部会がある。

## 歴史
日本の社会福祉の最初期のものとしては、6世紀に伝来した仏教の教えに基づいた聖徳太子の「悲田院」などの救済施設があり、律令時代には天皇による賑恤（賑給）制度も存在した。 その後も源頼朝による未納年貢免除措置や賑給、北条泰時による領民救済、武田信玄や上杉謙信による租税免除、熊本藩主細川重賢や米沢藩主上杉治憲の農村復興策などに代表されるような各地領主による仁政諸施策が推奨された。江戸時代には「無告の窮民」への援助を君主の義務とする救済論が貝原益軒、荻生徂徠、山鹿素行ら儒学者によって体系化し、浮浪者の収容保護など窮民政策が具体化した。
日本の近代国家としての福祉政策は、明治時代の「恤救規則」を皮切りに大正時代から昭和初期にその発展が見られるが、当時は、貧民や弱者に対しては慈善的・救貧的・恩賜的要素が強く、その他の国民に対しては富国強兵としての要素が強かった。
明治初期に福祉の基礎と貧民や弱者の保護の為の福祉組合と救貧組合と相互扶助組合が作られたが当時の日本人は理解を示さず、明治の終わりごろには治安警察法の厳しい取締り、活動が小さく行われた。国家の責務として、本格的に始まったのは第二次世界大戦後で、まずは敗戦処理として始まった。まず復員軍人や遺族の経済問題に対処するため生活保護法が作られ、続いて戦争孤児のため児童福祉法が制定、児童養護施設が次々と民間でつくられた。次に傷痍軍人などを救済するため1950年に身体障害者福祉法が施行されるなど、福祉政策として確立していくようになる。以上の3つの法律を「福祉三法」と呼ぶ。その後1960年代に現在の知的障害者福祉法、老人福祉法、母子福祉法（のちの母子及び父子並びに寡婦福祉法）が制定された。これらを併せて「福祉六法」と呼ぶ。
本格的な少子高齢社会を背景に1997年に児童福祉法が改正、2000年には、高齢者向けの保健・福祉サービスを統合した介護保険法が施行され、児童福祉や高齢者福祉サービスを皮切りに福祉政策はこれまでの措置制度から契約中心の制度へと大きく転換し、2006年には障害者自立支援法が施行されることとなったが、一連の改革を「社会福祉基礎構造改革」と呼んでいる。

### 明治期

#### 明治期の生活困窮者対策
明治期に入ったのち、 1869年には天災窮民救助規定が、1871年には臨時窮民規則や行旅病者取扱規則が制定されたが、いずれにおいても対象は特定の階層や状況にある者に限定されていた。普遍的な救貧制度の端緒となったのは、1874年制定の恤救規則であり、これは1929年に救護法が制定されるまで救護法規の中心となった。ただし恤救規則では、貧困状態にある者の救済は「人民相互ノ情誼」によってなされるべきとされ、対象者は「無告ノ窮民」（誰の助けも期待できない困窮者）に限られていた。

#### 明治期の労働災害対策
労働災害に対する制度の萌芽としては、「各寮ニ傭使スル職工及ヒ役夫ノ死傷賑恤規則」（1872年）、「官役人夫死傷手当規則」（1875年）、「各庁技術工芸者就業上死傷手当内規」（1879年）が存在するが、これらはいずれも官営模範工場の労働者・職員を対象としていた。また労災補償ではなくあくまで扶助制度であり、恩恵的になされるものにすぎなかった。
その後は民間部門においても労災扶助制度が導入された。鉱業分野では、1890年の鉱業条例において鉱夫に対する「救恤」が規定され、1905年には鉱業法が新設された。海上労働分野では、1899年に制定された商法において労働保護が明記された（商法中の労働条件関係規定は1937年に船員法へ移動）。工場労働分野は立法化が遅れたが、1911年に工場法が制定され、業務上の傷病死亡に対する扶助が規定された。いずれも慈恵的政策であり、業務外の負傷や疾病については考慮されなかった。また鉱業法と工場法においては、労働者や遺族に扶助を行う主体はそれぞれ鉱業権者、工場主であった。

#### 恩給制度
日本の年金制度の源流は、軍人や官吏を対象とする恩給制度から始まった。1875年に「陸軍武官傷痍扶助及ヒ死亡ノ者祭粢並ニ其家族扶助概則」「海軍退隠令」、1884年に「官吏恩給令」が公布され、1890年にはそれぞれ「軍人恩給法」「官吏恩給法」に発展した。また、教職員や警察官等についても、明治中期から後期にかけて恩給制度が設けられた。これらの恩給制度は、1923（大正12）年に恩給法に統一された。

### 大正期・昭和前期
日本の社会保障は、第二次世界大戦前にドイツのオットー・フォン・ビスマルクの社会政策にならい社会保険制度が作られた。

#### 医療保険・労働保険
日本で最初の社会保険は、1922年に施行された健康保険法である。また、農村に対する救済策として1938年に国民健康保険法が制定された。
明治後半から昭和にかけて、日本の産業経済の形態が近代化した。それに伴い資本主義体制のもとでは必然的に発生してくる貧富の差の拡大、経済不況による失業者の増大等々の内部矛盾を和らげるため、つまり階級妥協を図る面から、労働者の生活安全対策として社会保険の必要性が高まった。
1922年に施行された健康保険法は、ブルーカラー労働者が対象であり、工場法と鉱業法を業務外の傷病に対しても拡大したものであった。すなわち、工場法・鉱業法の適用事業の被保険者は、業務上外を問わず傷病手当金の受給が可能となった。健康保険法は、その制定理由や、労働災害が保険給付対象に含まれる点などを見れば労働立法としての性格を有するが、他方では日本の医療保険制度の発端でもあった。本法による健康保険制度は、大企業においてそれぞれ独立した基金で運営される健康保険組合による「組合管掌保険制度」 と、それ以外の企業の労働者を対象として政府が一つの基金で運営する「政府管掌健康保険制度」 の二つから成り立っていた。前者においても健康保険組合が支払不能に陥った場合は最終的に政府が貸付けすることになっており、国家責任・労働者の権利性が部分的に認められた点に特徴がある。この健康保険制度により、民間企業の共済組合が営んできた傷病給付は健康保険組合に吸収されることになった。いっぽう公共部門の共済組合は、この制度とは独立に医療保険業務を継続した。1940年には健康保険法の対象外だった民間ホワイトカラー労働者を対象に職員健康保険が実施されたが、1942年の健康保険法改正により翌1943年から健康保険に統合された。
この健康保険制度は、1934年の健康保険法改正を経て、多くの零細企業労働者までを被保険者としてカバーした。しかしながら、大企業の労働者か中小企業の労働者かによって適用される保険制度が異なっていたほか、大企業労働者も企業ごとの健康保険組合によって、保険料や給付水準が異なるものであった。このように、官と民、企業ごとに分断された保険制度は、第二次世界大戦後も続いており、日本の社会保険制度の特徴となっている。
健康保険法の強制適用外に置かれていた土木建設業等の屋外労働者に対する労災補償としては、労働者災害扶助法、ならびに労働者災害扶助責任保険法が制定された。この制度は使用者が保険料を全額負担し、被災労働者に扶助を実施後、使用者に保険給付が行われるものであった。そのため本制度は、間接的な社会保険、災害扶助制から労災保険制への移行の中間形態と評価される。
1938年から実施された国民健康保険制度は、労働者以外の住民を対象とし、当時の農村漁村不況対策の一環として発足した。もともと、日本の農村漁村の衛生状態は悪く、疾病も多発する状態にあったが、1929年に始まる世界恐慌は、地域住民を非常に不安な状態にした。その対策として国民健康制度が企画され、幾多の曲折の後実現した。さらに1944年には対象を職員や女子にも拡大する形で厚生年金保険法が制定された。
この頃は、日中戦争が起こり日本が戦争体制に突入した時期でもあり、本来の目的とは別に、兵力供給源である農村漁村の保健対策としての戦時政策の側面もあった。

#### 年金
古くは明治時代から、官吏や軍人に対する恩給、官業労働者に対する退職年金があったが、民間労働者に対する公的年金制度はなかった。
1941年、従業員10名以上の工場等で働く男子労働者（ブルーカラー）を被保険者とし、養老年金等を支給する労働者年金保険法が制定され、翌1942年から実施された。これは前年に発足した船員保険の年金制度とともに、最初の民間労働者を対象とする年金制度であった。
労働者年金保険法は1944年、厚生年金保険法へと名称を改め、被保険者の範囲を事務職員（ホワイトカラー）・女子・従業員5名以上の事業所にも拡大する改正を行った。戦前の労働者年金保険法の目的としては、生産力の増強、民間購買力の吸収、戦費の調達といった要因が指摘されている。

#### 戦前の生活困窮者対策
第一次世界大戦は日本に好景気をもたらした一方で物価高を招き、戦後にはストライキやメーデーの発生、マルキシズムの波及等が起こった。さらに関東大震災、昭和金融恐慌、そして世界恐慌に伴う昭和恐慌が起こり、多くの生活困窮者が発生した。
政府は日中戦争に向けた軍備増強とともに、天皇を中心とした中央集権型国家体制の強化を図っていた。当時の政府が検討していた救済事業は、深刻化する経済的貧困問題への対応とともに、増加する変革思想の拡大防止を目的としていた。大正期に内務大臣を務めた水野錬太郎は以下のように発言している。
その後、1929年の救護法制定、1933年の旧児童虐待防止法および少年教護法公布、1937年の母子保護法および軍人扶助法の公布など、救貧と統制・治安を抱き合わせた法施策が相次いだ。
他方では、民間社会事業施設が大幅に増加した。救護法においては、民間社会事業施設が救護施設となることが認められており（第4条）、認可を受けた施設は設備費補助や税制上の優遇を受けられた（第25条、第31条）。しかし救護施設として認定されていない多くの民間社会事業施設では財政状況が深刻であった。そこで1938年には、民間社会事業の助成、指導・監督の強化などをねらいとした社会事業法（戦後の社会福祉事業法の前身）が制定された。ただし、第二次世界大戦が激化するにつれ、社会事業そのものが衰退していった。

### 日本国憲法の理念
第二次世界大戦後に緊急対策として求められたのは、引揚者や失業者などを中心とした生活困窮者に対する生活援護施策と劣悪な食糧事情や衛生環境に対応した栄養改善とコレラ等の伝染病予防だった。そうした中で社会福祉は、GHQによる非軍事化・民主化政策との兼ね合いで構想されていった。1946年2月にGHQが出した覚書（SCAPIN-775）において、(1)国家責任の原則、(2)無差別平等の原則、(3)最低生活保障の原則という3原則が示され、これらは後の公的扶助の基本原則となった。1946年制定の旧生活保護法は、不完全であったものの、同原則に基づいて作られた公的扶助制度であった。
1946年に制定された日本国憲法第25条においては社会保障が以下のように記され、生存権の根拠とされている。
日本国憲法の理念に基づき、各分野における施策展開の基礎となる基本法の制定や体制整備が進められ、1947年に児童福祉法、1949年に身体障害者福祉法、1950年に改正生活保護法が制定された。生活保護法はもとより、児童福祉法、身体障害者福祉法も実質的には戦災孤児対策及び傷痍軍人対策を念頭においたものであり、困窮者対策と言えるものであった。戦後の混乱・復興期に制定された生活保護法、児童福祉法、身体障害者福祉法からなる当時の社会福祉法制は福祉三法体制とよばれた。

#### 社会保障制度審議会の設置
GHQ答申を受け、1949年、総理府には首相所属の諮問機関として社会保障制度審議会が設置され、「内閣総理大臣及び関係各大臣は、社会保障に関する企画、立法又は運営の大綱に関して、あらかじめ、審議会の意見を求めなければならない」と定められた。
1950年に社会保障制度審議会が発表した「社会保障制度に関する勧告」中で、社会保障制度を次のように規定している。

#### 民間社会福祉事業の位置づけ
SCAPIN-775において見られるように、GHQは「国家責任の原則」を念頭に、社会事業の実施責任は公にあるものとしていた。1949年にGHQ公衆衛生福祉局が厚生省との会議で提示したいわゆる「6項目提案」には、市福祉行政事業実施プロセスからの民生委員の排除や、公私社会事業の領域の区別の明確化といった内容が含まれていた。戦前の日本は社会事業の大半を民間に頼っていたため、GHQは日本に公的社会福祉を根付かせるべく公私分離を打ち出したとされる。
しかし公立の社会福祉施設が不足していた当時の状況において、行政によるサービスだけでは困窮者のニーズを充足できなかった。国家責任・公私分離の原則が反映された日本国憲法89条は、公金等を「公の支配に属さない慈善、教育若しくは博愛の事業」に対して支給することを否定しているため、民間の事業に対する公的な財源支援が打ち切られ、民間事業の運営状況が悪化する事態となった。民間事業に対する公的助成を禁じた憲法89条による制約をクリアするために、「行政が行うべき社会事業を民間へ委託し、それに対する必要経費を支払うこと」は「対等な当事者間の契約に基づき、民間のサービスを購入すること」であるとみなし、これは公私分離原則に反しないとの解釈が取られた。これが社会福祉施設サービスの主要な供給形態として戦後一貫して維持された措置制度である。
1951年には事実上死文化していた社会事業法に代わって社会福祉事業法が制定され、その中で社会福祉事業、福祉事務所、社会福祉法人、共同募金、社会福祉協議会などが法定化された。

#### 労災保険と雇用保険の創設
1947年に労働基準法が制定され、業務上の災害に対する事業主の補償義務が明確化された。労働者災害扶助責任保険の拡張を念頭に同年に制定された労働者災害補償保険法では、労働者の業務上の災害に対する保険制度として、政府が管掌する労働者災害補償保険制度（労災保険）が設けられた。労災保険の独立に伴い、業務上の疾病や傷病に対する給付は、健康保険から切り離されることとなった。
また、終戦による失業者の増大により、失業者の生活を安定させ、社会的混乱を防ぐ必要から1947年に失業保険法および失業手当法が制定された。その後、雇用構造の改善、労働者の能力開発・向上その他労働者の福祉の増進のために、1975年に雇用保険法が施行され、失業保険法は廃止された。

### 高度経済成長期における社会保障の展開
高度経済成長期には、経済成長と社会保障の相互促進的な関係が保たれ、その関係を維持・推進することが積極的に謳われた。1958年版『厚生白書』は、社会保障制度全体を経済的視点から見た場合の効果として、所得再分配とそれによる消費需要拡大、景気調節的機能を挙げている。

#### 福祉六法体制の確立
戦後まもなく制定された生活保護法、児童福祉法、身体障害者福祉法を併せて、福祉三法体制と呼ばれていた社会福祉法制は、日本の経済発展とともに専門分化を遂げていった。
具体的には、従来は生活保護法の対象となっていた知的障害者と高齢者について、精神薄弱者福祉法(1960年)と老人福祉法(1963年)が制定された。さらに1964年には母子福祉法が制定され、いわゆる福祉六法体制が確立した。これらの法律の下でのサービス給付は、主に措置制度を通じて行われ、社会福祉法人がその担い手であった。
福祉六法体制の確立は、公的扶助収斂型の救貧的選別主義からカテゴリー別に自立化し、国民一般を対象とする総合的福祉施策の形成へと法整備されていったものと評価される。社会保障制度審議会が1962年に出した「社会保障制度の総合調整に関する基本方策についての答申および社会保障制度の推進に関する勧告」は、社会福祉は救貧政策であるにとどまらず、防貧政策でもあることを明確にした。社会福祉サービスは、専門分化と普及拡大によって、低所得者施策としての性格を次第に弱め、「所得の多寡によらない、利用者のハンディキャップに対する援護」という普遍的性格をもつようになっていった。
1971年には、所得制限はあるものの一般家庭を対象とする児童手当制度が創設された。本制度はもともと多子貧困対策を念頭に導入されたものであり、名目としては貧困対策としての体裁を保っていたが、収入基準も貧困対策というには緩やかであり、従来の救貧的社会福祉領域の位置づけには収まらないものであった。1973年の老人医療費公費負担制度導入も、貧困対策を超えた普遍的な意味合いが強い制度であるといえる。

#### 国民皆保険・皆年金の確立
1954年12月より日本の経済は本格的な高度成長期に入る。1938年に創設された国民健康保険制度は、農村地域では相当の普及をみたが、1944年以降の戦局の悪化により都市部での普及は進まず、農村でも戦後の財政事情の悪化に伴って多くの市町村で休廃止されていた。また、小零細企業には健康保険が適用されていない事業所が相当数存在し、国民健康保険による医療保障のある農村から出てきて新たに都市部小零細企業の被用者となった者の医療保障対策が急務となった。このため、1957年度から4ヶ年計画により全市町村に国民健康保険を普及させることとなった。1955年頃は国民の約3分の1に当たる約3000万人が医療保険の適用を受けない無保険者だったが、1961年に国民健康保険が完全実施されてユニバーサルヘルスケア（国民皆保険）が達成された。
労働者年金保険制度についても、1944年に厚生年金保険に改称され対象が職員や女子にも拡大された。戦後、家族制度の動向や老齢人口の増加等を背景に地域住民に対する年金制度の要望が高まり、1959年に国民年金法が制定され、1961年に国民年金制度が発足し、国民皆年金が確立された。

##### 国民皆保険体制
日本の公的医療保険としては、被用者を対象とする健康保険（1922年）と、被用者以外を対象とする国民健康保険（1938年）の2つが戦前から存在したものの、いずれの被保険者数も、敗戦によって激減した。健康保険の被保険者の減少は、敗戦に伴う被用者の解雇が基本的要因であった。国民健康保険における要因は、政治的なもの（軍国主義体制に対する協調的体質）であった。
さらに、国民健康保険組合が事業不振や休止状態に陥る事例も多発した。また当時の診療報酬支払い制度は、保険診療単価の安さ、請求事務の煩雑さ、支払いの遅さといった問題点を抱えていた。そのため保険診療は多くの医師から敬遠され、保険診療よりも自由診療が優位な状況となった。国民の医療保険に対する信頼は損なわれ、保険料の徴収率も低下していた。
こうした状況を是正するため、診療報酬単価の引き上げ、事務の簡素化、支払いの迅速化といった、診療報酬支払制度の改革を行った。医療保険の受診率は、1948年になると急激に上昇した。1949年度には、健康保険の給付状況が戦前水準に復帰した。その主な要因は、上述した診療報酬支払制度改革や、患者が不況のため自由診療に必要な医療費を捻出できなくなったことである。
国民健康保険は、1948年の国民健康保険法改正によって運営主体が市町村となり、任意設立・強制加入制がとられることになった。これに伴い受診率が増加したものの、保険料の収納率が低かったため、1951年に国民健康保険税を制定した。税の導入による保険料収納率の引き上げを図ったものの、受診率の向上に伴い療養給付費が増加したため、国民健康保険の保険財政は安定しなかった。
保険財政の安定化を図るべく行われた1953 年の国民健康保険法改正によって、「助成交付金」（事実上の国民健康保険に対する国庫補助）が実現した。1955年には国庫補助が法制化され、国民健康保険の財政状況は次第に立ち直りを見せた。国庫負担の法定化は現代的社会保険の要件の一つとされているが、国民健康保険は、健康保険より早い段階でこの要件を満たした。健康保険においても、適用業種の拡大、療養給付期間の延長、診療報酬の改定といった制度整備は行われた。
国庫補助の法定化（1955年）は、国民健康保険を実施する市町村が大幅に増えるきっかけとなった。国民健康保険が普及してくると、国民健康保険を実施している市町村の住民と、実施していない市町村の住民との間における、医療を受ける機会の不平等が問題となった。国民皆保険を求める世論が高まると、石橋内閣（1956年12月成立）は、1957年度予算で「医療の国民皆保険の早期達成を目途として、国民健康保険の普及を推進」することを閣議決定した。政府の決定に対応して厚生省は、1957年4月、「国民健康保険全国普及四カ年計画」を定め、国民健康保険推進本部を置いた。新たな国民健康保険法の法案は、1958年12月に通常国会で可決・成立し、1959年1月に施行された。この法律の規定に従い、1961年4月までには全ての市町村で国民健康保険が実施され、国民皆保険体制が実現した。

##### 診療報酬問題の政治化
1961年は、一方では、国民皆保険体制が発足した年であったが、他方では、医療費紛争が一つの頂点に達した年でもあった。日本医師会は1960年8月、国民皆保険政策に協力するための条件として、「制限診療の撤廃」「1点単価の引上げ」「事務繁雑化是正」「甲・乙 2表の一本化と地域差の撤廃」の4項目を要求したが、その多くは翌1961年の新年度予算案編成に反映されなかった。これに対し日本医師会は、全国一斉休診や保険医総辞退通告を行うなどして、医療費問題を政治問題化させた。
自民党は日本医師会との直接の折衝による政治的収拾に乗り出し、1961年7月、自民党と日本医師会との間で「合意4原則」（制限診療の緩和、診療報酬の引き上げ等の4項目）が結ばれた。ここで合意された「制限診療緩和」とは、新薬・新技術の速やかな保険収載、療養担当規則への実情の反映、治療方針改定手続きの簡素化・迅速化を指す。医師の自律性を尊重する緩和策は現場から歓迎されたが、他方で薬剤使用量が激増し、医療費の急騰と保険財政の悪化も招いた。

#### 国民皆年金体制
戦後、経済混乱と急激なインフレーションの進行により、国民年金保険は危機に直面した。インフレーションの影響で、労働者にとって保険料の支払いが困難となり、さらに積立金の実質的な価値が大幅に目減りしたことで、将来的な給付に充てる財源としての機能を果たせなくなったためである。1948年に行われた厚生年金保険法改正においては、上記の事情のため保険料率が約3分の1（3%）に引き下げられ、公的年金は事実上の機能停止に陥った。これは暫定的な措置として行われたものであったが、この際引き下げられた保険料率は1960年に至るまで据え置かれた。
1954年、厚生年金保険法の全面改正が行われた。主な内容は、(1)給付体系を定額部分と報酬比例部分の2本立てにする、(2)老齢年金支給開始年齢を男子60歳・女子55歳とする、(3)保険料率は3%に据え置くが、5年毎に見直しをして段階的に引き上げる（段階保険料方式）、(4)国庫負担割合の引き上げ（給付費の10%から15%へ）等である。段階保険料方式の採用によって、年金制度は従来の完全積立方式から、修正積立方式へと移行した。1954年改正は、1985年改正で年金制度が再編されるまでの間、年金制度の基盤を形成するものとなった。
政府は厚生年金の適用業種を拡大して被保険者数の拡大を図ったものの、1950年代には特定職域を単位とするグループが厚生年金保険から脱退し、共済組合を組織していった。また公務員についても、新しい共済組合が発足した。
こうした分立する公的年金制度は、いずれも一定規模以上の事業所や工場で働く被用者、公務員等を対象とする制度であり、農民や自営業者、零細な事業所の被用者などには何の年金制度もなかった。年金制度によってカバーされている人数も全体で約1250万人であり、全就業者人口約4000万人の3分の1程度、全被用者人口約1800万人の約70%程度にすぎなかった。こうした中で、既存の年金制度でカバーされないすべての国民を対象とする国民年金制度創設の機運が高まった。
当時はすでに核家族化が進行しており、家制度の廃止に伴って、子が親を扶養するという意識の希薄化が指摘されていた。加えて、軍人恩給の増額を求める動きや、一部の地方自治体で先行した敬老年金の実施が、国民年金創設に向けた世論の高まりに拍車をかけた。こうした社会的背景を踏まえ、厚生省は1957年に5名の専門家から成る国民年金委員会を設置し、翌1958年には国民年金準備委員会を立ち上げて制度設計に着手した。また、同年には社会保障制度審議会が「国民年金制度に関する基本方策について」と題する答申を行っている。
こうして1959年に国民年金法が制定され、無拠出型の福祉年金は翌1960年3月から支給が開始された。また、拠出制による国民年金は1961年4月より保険料の徴収が始まり、すべての国民がいずれかの公的年金制度に加入する「国民皆年金」が、国民皆保険と同時に実現することとなった。

#### 保険財政の悪化
国民皆保険達成後、給付の拡充、医療提供体制の充実、診療報酬の引き上げ等の影響により、各医療保険の財政状況は急激に悪化した。財政基盤が脆弱で赤字体質にあった政府管掌健康保険（政管健保）はとりわけ深刻な状況に陥り、米・国鉄と並べて「3K赤字」と称された。財政悪化に対して、当初は制度の抜本改正によって費用抑制を図ろうとしたが、与野党対立により審議が進まないまま、1967年度には累積赤字が年間保険給付費の半分にも達することが予想され、その対応が喫緊の課題となった。そこで政府は同年8月、抜本改正までの暫定措置として、臨時特例法を制定した。この法律は2年間の時限立法とされ、薬剤費の患者一部負担の導入、初診時および入院時の一部負担の引き上げ、保険料率の引き上げ、政管健保への国庫補助の増額、赤字の一時的棚上げなどを内容としていた。
さらに、特例法の時限が切れる1969年8月、政府は年度内に抜本改正案を策定し、関係審議会に諮問することを条件として、薬剤費の一部負担を除くなどの修正を加えたうえで、臨時特例法を本法に組み入れる形での健康保険法改正を強行採決により成立させた。こうした対応をめぐって国会は紛糾し、臨時特例法の審議では社会党の佐々木更三委員長と成田知巳書記長が辞任、特例法の本法繰入れをめぐっては衆議院議長（石井光次郎）と副議長（小平久雄）が辞任する事態となった。
もっとも、政管健保の赤字対策をめぐってこのような政治的混乱が生じたのは、法案内容そのものよりも、与野党間の政治的取引や党内路線対立による影響が大きく、医療保険制度自体に直接的な変化を及ぼすものではなかった。
また、国民健康保険に対する国庫負担率の引き上げも行われた。現行の国民健康保険法は、制定当時には定率分が医療費の20％、財政調整交付金分が医療費の5％であったが、1962年には定率分が医療費の25％、財政調整交付金分が医療費の10％へと引き上げられた。1966年には、財政調整交付金分が医療費の5％に戻されたものの、定率分は医療費の40％へと大幅に引き上げられた。
このように、政管健保をはじめ各医療保険制度は財政対策に追われ続けていたが、一方で1950年代半ばから1973年のオイルショックまで続いた長期の高度経済成長に支えられ、医療費の増額が可能な状況にあった。

#### 企業福祉と日本的労使関係
上述のように1960年代には日本で国民皆保険・皆年金体制が実現されたが、当時（1960年代前半）の日本の公的福祉支出はGDPの7%を占めるにすぎず、同時期のフランス、ドイツ、イギリス、米国等と比べ低い水準であった。政治学者の新川敏光は「日本は1960年代に驚異的な経済成長を遂げながら、公的福祉の拡大を招かなかった」と指摘し、その要因として、組合組織率、全国組織の包括性・統制力の観点から見た労働運動側の政治的権力基盤の脆弱さを挙げている。日本の労働組合の多くは、企業を単位としてその正規従業員によって構成される企業別組合であるが、企業別組合には「企業を超えた労働者の連帯意識が低くなる」「労働組合としての独立性が保持しにくい」「正規社員の一括加入を原則としている結果、組合員意識より従業員意識を優先する傾向にある」といったマイナス面も存在する。
日本において企業別組合が発展し、労使協調路線が形成された背景としては、いわゆる企業福祉（職域福祉）の存在が指摘されている。社会保障制度史の研究者である佐口卓は、日本においては「社会保障の代替的機能を福利厚生が果たしてきた」と述べ、社会保障と福利厚生とを明確に分離して考えるべく、（国が主体となる社会保障や、労働者が労働組合を通じて自主的に行う労働者福祉に対し）企業自らが独自に行う施策を指して「企業福祉」と呼称した。遺族保障や老後保障などにおいて企業福祉の果たしてきた役割は大きく、企業福祉には労働者の企業への依存度を高める効果があった。すなわち企業福祉は、本来なら公的な責任と負担の原則のもとに行われるべき社会保障についても代替的存在であった。佐口は、公的社会保障がその運営において企業＝職域を通じての便宜を重んじ、事業主責任に任せるという立法をとっていたことを指摘し、「社会保障と企業福祉はいわば癒着の関係をとるにいたった」と記述している。

#### 革新自治体の拡大
1960年代から70年代にかけて、公害問題の深刻化を背景に、各地で革新自治体が登場し始めた。こうした自治体は、生活者ニーズの政策への反映を掲げ、公害や福祉の政策展開を国に先駆けて行った。
高齢者に対する当時の医療保障は、国民皆保険体制下にもかかわらず不充分であったとされるが、その原因は、高齢者の給付率の低さであった。有病率が高く療養期間が長い高齢者の医療において、給付率の低さは、高額な自己負担を生む原因となった。こうした状況を背景に、岩手県沢内村（現在の西和賀町）は、全国で初めて65歳以上の国保10割給付を実施した。
革新自治体ブームを決定づけたのは、1967年の東京都知事選における美濃部亮吉の当選であった。1967年の東京都知事選挙で、社会党と共産党は美濃部亮吉、自民党と民社党は松下正寿を候補とし、美濃部が当選した。1967年は県庁所在地や主要都市で革新自治体が誕生し、全国で100近い革新市政が生まれていた。しかし、左派ではない知事が革新系を名乗って当選するケースも散見され、「老人医療費無料化」等の福祉政策は、選挙での当選を目的とした支持調達策となりもした。1969年、秋田県と東京都は、都道府県単位では最初に高齢者医療費を無償化した。1972年には、2県を除き、45の都道府県で高齢者医療費が無償化された。
各自治体におけるこうした動きは国の制度化を促した。革新自治体が始めた老人医療費無料化(高齢者医療費無償化)に対して、日本政府や自民党は「枯れ木に水をやるようなものだ」と批判していた。しかし、1971年の総理府が実施した「老人問題に関する世論調査」における「老人の生活と健康を守るために国の施策として一番力をいれてもらいたい」中でも、老人医療費無料化が44％で1位の世論となっていた 。このような方針転換を迫られる状況に、当時の日本政府(自民党)は危機感を抱いた。

### 福祉元年
政府は1973年度予算編成時において、同年度を「福祉元年」とすると宣言し、財政政策の一つに国民福祉の向上を取り上げた。このとき社会保障は、はじめて最重要政策課題として位置づけられた。実行された具体的内容として、老人医療費無料制度の創設（70歳以上の高齢者の自己負担無料化）、健康保険の被扶養者の給付率の引き上げ、高額療養費制度の導入、年金の給付水準の大幅な引き上げ、物価スライド・賃金スライドの導入などが挙げられる。
政府の福祉優先政策への方針転換は、1972年7月に新たに首相となった田中角栄の政治的リーダーシップに負う部分が大きいとされる。田中は同年9月11日に開かれた全国知事会において、1973年を「年金の年」とする意向を示し、自ら大蔵省に対し「5万円年金」具体案の作成を指示した。『日本列島改造論』を掲げて登場した田中は高度経済成長の熱心な擁護者として知られるが、田中が福祉優先を唱えるに至った背景には、市民運動、革新知事・革新市長の誕生を媒介とした保守支配体制の危機の顕在化があるとされる。

#### 老人医療費無償化
国は当初、無料化による医療需要の増加が財政や医療資源に与える影響を懸念し、反対の立場を取っていた。しかし、高齢者の医療費負担が大きな課題であることは認識しており、自民党が策定した国民医療対策大綱を基に、厚生省は高齢者保険の独立を柱とする「三本立て案」を提示したが、世論の支持は得られなかった。こうした中、内田常雄厚生大臣は1970年9月に「豊かな老後のための国民会議」という会合を開き、無料化の提言を受け入れた。同年11月には、中央社会福祉審議会も無料化を推進する内容の答申を行い、自民党も「老人対策大綱」を発表し、老人医療費の特別措置を公約とした。このような動きに押され、政府は制度化を進めることとなった。
革新自治体の誕生と躍進に加え、1972年12月の衆院選における自民党の不振と日本共産党の躍進、参議院での保革伯仲国会などの当時の政治状況への危機感から、田中角栄内閣は1973年を福祉元年と位置づけ、社会保障の大幅な制度拡充を実施した。この「福祉元年」の内容の一つとして、改正老人福祉法を1972年6月の国会で成立させ、高齢者医療費無償化を全国化させた(翌1973年1月施行)。
1973年（昭和48年）4月1日施行の改正老人福祉法に基づいて、全国でも満70歳以上の老人医療費は全額公費負担となった。高齢者医療費の無償化は、高額な医療費の負担から受診を控えていた高齢者の受療機会を拡大させた一方で、過剰診療などのモラルハザードを招き、さらに高齢化の進展や医療の高度化と相まって国民健康保険財政の悪化を引き起こした。
高齢者の入院費が確実に医療保険から支払われることを背景に、高齢者を集中的に入院させる「老人病院」も登場した。当時は、本来であれば治療（キュア）より介護（ケア）の必要な高齢者が、行き場がないために病院に頼る「社会的入院」が発生し、「医療が福祉の肩代わり」をする状態が続いた。
1973年当時、在宅福祉サービスに関する老人福祉法の規定は、老人家庭奉仕員の派遣の委託のみであった。1975年後半以降の一連の行政改革の流れの中で、制度全般の見直しが進められた。1978年にはショートステイ事業が、翌1979年にはデイサービス事業が創設された。しかし、これらは特別養護老人ホームなどの施設福祉と比べて立ち遅れており、法律上の根拠も乏しく、実際には予算措置に基づいて実施されていた。
介護問題の視点からみると、より大きな課題は、医療・福祉・保健の各分野が個別かつ独立して展開されてきた点にあった。高齢者が利用可能な施設は、治療的要素の少ないものから順に、ケアハウス、養護老人ホーム、特別養護老人ホーム、老人保健施設、病院（一般病院・老人病院・老人病棟）であり、利用する施設によって利用手続き、サービス内容、費用負担が大きく異なった。常時介護を必要とする高齢者向けの特別養護老人ホームは、措置制度に基づいて入所が決定されるため利用者が自由選択できず、さらに施設数の不足により長期間の待機を余儀なくされていた。その結果、本来であれば特別養護老人ホームを利用すべき高齢者が、比較的自由に利用できる老人病院や老人保健施設に入院・入所する事例が多発した。1980年代前半まで、要介護者が利用できる施設は特別養護老人ホームに限られていた。そのため、特別養護老人ホームへの入所か、一般病院での社会的入院を選ばざるを得ず、それ以外の場合には介護は在宅で家族に委ねられていた。こうした社会的入院は1980年代初頭に顕著化し、一般病院における長期入院が社会問題として取り上げられるに至った。この問題への対応策の一つとして、老人保健法が制定された。
| 年度                    | 金額           | 国民所得比 |
| ----------------------- | -------------- | ---------- |
| 1980年                  | 24兆9290億円   | 12.23%     |
| 1985年                  | 35兆6894億円   | 13.70%     |
| 1990年                  | 47兆4238億円   | 13.67%     |
| 1995年                  | 64兆9918億円   | 17.10%     |
| 2000年                  | 78兆4062億円   | 20.10%     |
| 2005年                  | 88兆8529億円   | 23.89%     |
| 2010年                  | 105兆3647億円  | 28.89%     |
| 2015年                  | 116兆8133億円  | 29.75%     |
| 2020年                  | 132兆2,149億円 | 35.22%     |
| 2021年                  | 138兆7,433億円 | 35.04%     |
| 2025年 （2018年の予測） | 140兆8000億円  |            |
| 2040年 （2018年の予測） | 188兆5000億円  |            |
|                         |                |            |

社会保障給付費の対GDP比は、2018年度の21.5%（名目額121.3兆円）から、2025年度に21.7% - 21.8%（同140.2 - 140.6兆円）となる。その後15年間で2.1% - 2.2%ポイント上昇し、2040年度には23.8% - 24.0%（同188.2兆円 - 190.0兆円）となる。
社会保障負担の対GDP比は、2018年度の20.8%（名目額117.2兆円）から、2025年度に21.5% - 21.6%（同139.0兆円 - 139.4兆円）となり、2040年度は23.5% - 23.7%（同185.6 - 187.3兆円）へと上昇する。
その内訳をみると、保険料負担は2018年度の12.4%（同70.2兆円）から、2025年度に12.6%（同81.2兆円 - 81.4兆円）となり、2040年度には13.4% - 13.5%（同106.1兆円 - 107.0兆円）へと上昇、公費負担は2018年度の8.3%（同46.9兆円）から、2025年度に9.0%（同57.8兆円 - 58.0兆円）となり、2040年度には10.1% - 10.2%（同79.5兆円 - 80.3兆円）へと上昇する。（「2040年を見据えた社会保障の将来見通し（議論の素材）」（2018年5月厚生労働省推計） の「計画ベース・経済ベースラインケースによる」のケースによる）。

### 低成長期への移行と社会保障見直し
1973年秋に勃発した第1次オイルショックにおける原油価格の高騰は、インフレを招き企業収益を圧迫し、高度経済成長時代の終焉をもたらした。また、低成長化による税収減と同時に、インフレに対して給付水準を合わせていくため社会保障関係支出は急増した。1970年代末には日本の財政は深刻な歳入不足に陥り、財政再建が最大の政策課題となるに至った。政府は当初、増税での対応を試み、一般消費税の導入や所得税・法人税の増税を図ったが、国民や財界の強い反発に遭い実現できなかった。
オイルショック後、深刻な財政赤字とスタグフレーションに陥っていた先進資本主義諸国では、そこからの脱出を企図して小さな政府を目指す動きが強まった。
1975年版の『厚生白書』は、「経済が安定成長路線へと変化することにより、社会保障の財源の調達も従来より困難となることが予想される」と述べたうえで、財源確保策として、租税負担の増加、社会保険料の適切な引き上げ、支出の効率化という観点を踏まえた社会保障全体の見直し・合理化を挙げた。ここでは、社会保障の経済成長へのプラス効果への議論は消え、社会保障と国民経済との関係はもっぱら財源の問題に置き換えられており、負担と支出の両面における社会保障見直しが提起されている。
1978年版の『厚生白書』においては、同居(老親と同居する子)が「福祉における含み資産」であると記され、同居が経済上の大きな負担とならないような施策（老人に対する所得保障、同居可能な住宅等の諸条件整備など）が必要との考え方が示された。
1979年、総理大臣に就任した大平正芳は施政方針演説にて「日本型福祉社会」の建設を提げ、その方途として「社会の中核としての家庭基盤の充実」を示した。また同年8月に経済審議会が大平首相に答申した「新経済社会7か年計画」においても、「日本型福祉社会」はキーワードとされた。同答申は、日本の社会保障は西欧諸国と比較して遜色がない水準までに達成されたので、今後は先進国の範を求めるのでなく、個人の自助努力を基本としつつ日本型ともいうべき新しい福祉社会の実現をめざさなければならないとしたうえで、その具体的施策として「家族の相互扶助」、有料老人ホームなど市場機能を通じて提供されるサービスの活用、市民や企業のボランタリーなどの、福祉活動の振興を推奨した。「新経済社会7か年計画」では、中長期的な目標として「西欧諸国に見られるような公共福祉の肥大化を避け、国民の高い勤労意欲、家庭の相互扶助を基礎とした『日本型福祉社会』の実現を目指す」ことが謳われた。
自民党政権は、選挙への影響を考慮して当初は「見直し論」を抑え込んでいたものの、1980年の衆参同日選挙での自民党の大勝を受けて、低成長期への移行及び国の財政再建への対応、将来の超高齢化への適合を目的とした社会保障制度見直しが行われた。
鈴木内閣下で1981年に発足した第二次臨時行政調査会は、低成長期政策への軌道修正や、その後の中長期的な経済停滞・財政構造問題への対応を意図し、行財政合理化をねらったものであった。とりわけ第三次答申は「活力ある福祉社会の建設」を掲げ、その実現のための条件整備に向け、自助努力の実現と個人の主体性、家庭・近隣・職場での連帯と相互扶助、民間部門の活性化と公的関与の見直しを提唱した。
第二次臨調での各種答申は、高齢者医療の保健医療化を急速に進めた。1983年にはそれまで10年間続いた老人医療費無料化制度に代わり、同年施行の老人保健法に基づき老人保健制度が導入された。同制度による医療は、国民健康保険や健康保険組合などの医療保険制度に加入したまま「老人保健制度」で医療を受けるものであった。負担公費と医療保険各制度からの拠出金によって費用を賄い、医療に患者の一部負担を導入した。1984年には健康保険の本人負担を1割に引き上げ、退職者医療制度を導入した。1985年には全国民共通の基礎年金制度が導入される一方で給付水準が引き下げられた。
日本型福祉社会論は、「家族介護や企業福祉への依存は非現実的で不平等を拡大する」「財源抑制が『福祉切り捨て』につながる」「自助努力の強調は国民負担増の口実に過ぎない」「核家族化や住宅事情に照らせば家庭福祉は機能しない」「企業福祉は大企業中心で格差を助長する」等の観点から、公的責任の放棄と自己責任の強調に過ぎないとの批判を招いた。家族によるケアを重視した「日本型福祉社会」論は、在宅福祉を強調したものの、実際には在宅福祉サービスの進展が伴わず、介護が女性の家事労働として固定化する結果をもたらした。日本型福祉社会論は1980年代後半以降、高齢化社会における政策環境の急変により、修正を余儀なくされた。このことは「介護労働の社会化」の議論、及び介護保険導入の背景となった。

### 少子高齢化への対応
日本は諸外国に比べ高齢化のスピードが速く、高齢化社会の定義である高齢化率7%からその倍の14%になるまでわずか24年（1970年 - 1994年）であったため、高齢者の介護問題が老後最大の不安要因として認識された。また、1989年の合計特殊出生率がひのえうまの年を下回り、戦後最低となったことは「1.57ショック」と呼ばれた。
1989年のゴールドプラン、1994年の新ゴールドプラン及びエンゼルプラン、1995年の障害者プラン、2000年の新エンゼルプランにより保健福祉サービスの基盤が図られた。

日本の人口（年齢構成別）の推移、および将来予想

日本の高齢化のスピードが速かったことから、高齢者の介護問題が老後最大の不安要因として認識されて、2000年に介護保険制度が創設され、老人福祉と老人医療に分かれていた高齢者の介護制度を社会保険の仕組みで再編成した。介護保険は、老人福祉と老人医療に分かれていた高齢者の介護制度を社会保険の仕組みで再編成したものであり、世界的にもドイツに続く創設であった。従来の社会福祉は、行政機関がサービス実施の可否、サービス内容、提供主体等を決定する措置制度の考え方であるのに対し、介護保険制度は、サービス利用者を中心に据えた利用者本位の考え方であり、利用者とサービス事業者が契約によりサービスを行う契約制度である。介護保険を契機に、障害福祉サービスや保育サービスも措置制度から契約制度へと考え方や仕組みが変更されてきている。
また、厚生年金の支給開始年齢の引き上げや医療費の患者負担の引き上げが行われた。

## 福祉の供給主体
福祉を担当する組織（行政機関）には以下のようなものをあげられる。
- 保健所
- 市町村保健センター
- 子育て支援センター
- 福祉事務所 - 社会福祉法によって規定されている。福祉業務を担当する第一線機関である。
- 児童相談所 - 児童福祉法によって規定されている。児童に対するあらゆる相談に応じる。
- 身体障害者更生相談所および知的障害者更生相談所：身体障害者福祉法および知的障害者福祉法によって規定されている。福祉事務所では扱えない高度な問題を担当する。

その他、老人福祉法による「在宅介護支援センター（老人介護支援センター）」、介護保険法による「地域包括支援センター」などがある（こちらは多くが民間福祉事業者へ委託）。

## 福祉従事者
社会福祉士、精神保健福祉士、介護福祉士、保育士、公認心理師、薬剤師、精神科医、社会保険労務士などの国家資格があるが、これらは一部を除き業務独占ではなく名称独占のため、職務の棲み分けが明確でなく、施設によっては国家資格を職名として使用しないところもある。

### 福祉に関わる資格
国家資格（国が定めたカリキュラムとトレーニングを積んだ後に国家試験受験資格が与えられて、国家試験に合格した者のみ与えられる資格）
- 【社会福祉士及び介護福祉士法】
  - 社会福祉士（福祉分野の各種専門相談援助）
  - 介護福祉士（排尿、排便の介護、食事の介助、褥瘡の予防）
- 【精神保健福祉士法】
  - 精神保健福祉士（精神障害者に特化した相談援助）
- 【児童福祉法】
  - 保育士（保育園の先生など）
- 【教育職員免許法】
  - 高等学校教諭（教科「福祉」の指導担当として）
  - 養護教諭
  - 栄養教諭
- 【公認心理師法】
  - 公認心理師
- 【薬剤師法】
  - 薬剤師
- 【医師法】
  - 精神科医
- 【社会保険労務士法】
  - 社会保険労務士
- 【保健師助産師看護師法】
  - 保健師
  - 助産師
  - 看護師
- 【栄養士法】
  - 栄養士
  - 管理栄養士
- 【理学療法士及び作業療法士法】
  - 理学療法士
  - 作業療法士

公的資格
学歴、実務経験は問わず受験できる試験、資格もあるが介護支援専門員は一定の条件を満たさなければ受験資格の発生しない資格もある。なお、厚生労働省による介護職員の研修体系見直しで『介護職員基礎研修』と『訪問介護員1級養成研修』は2012年度末で廃止され、改正社会福祉士及び介護福祉士法で導入される『実務者研修』に一本化された。
- 【介護保険法】
  - 介護支援専門員（ケアマネジャー）（介護保険サービスのケアプランを立てる者）
  - 訪問介護員（ホームヘルパー）1級 - 3級（介護福祉士予備軍、1級は2級資格取得者のみ）※無試験
  - 介護職員基礎研修課程修了資格（訪問介護員の付加資格）※無試験
  - 福祉用具専門相談員（福祉用具の販売、貸与を斡旋する人）※無試験
  - 福祉住環境コーディネーター1級 - 3級（誰でも受験できる福祉の検定資格（1級は2級取得者のみ））

任用資格（教育機関で特定の科目を履修するか、一定の実務経験があれば自然に発生する資格だが、実際に業務をおこなう際にしか発動しない資格）
- 【社会福祉法】
  - 社会福祉主事 ※無試験
- 【知的障害者福祉法】
  - 知的障害者福祉司 ※無試験
- 【児童福祉法】
  - 児童福祉司 ※無試験
  - 児童指導員 ※無試験
- 【身体障害者福祉法】
  - 身体障害者福祉司 ※無試験
- 【社会教育法】
  - 社会教育主事 ※無試験
  - 社会教育主事補 ※無試験

## 財政
| 年度                    | 金額           | 国民所得比 |
| ----------------------- | -------------- | ---------- |
| 1980年                  | 24兆9290億円   | 12.23%     |
| 1985年                  | 35兆6894億円   | 13.70%     |
| 1990年                  | 47兆4238億円   | 13.67%     |
| 1995年                  | 64兆9918億円   | 17.10%     |
| 2000年                  | 78兆4062億円   | 20.10%     |
| 2005年                  | 88兆8529億円   | 23.89%     |
| 2010年                  | 105兆3647億円  | 28.89%     |
| 2015年                  | 116兆8133億円  | 29.75%     |
| 2020年                  | 132兆2,149億円 | 35.22%     |
| 2021年                  | 138兆7,433億円 | 35.04%     |
| 2025年 （2018年の予測） | 140兆8000億円  |            |
| 2040年 （2018年の予測） | 188兆5000億円  |            |
|                         |                |            |

社会保障給付費の対GDP比は、2018年度の21.5%（名目額121.3兆円）から、2025年度に21.7% - 21.8%（同140.2兆円 - 140.6兆円）となる。その後15年間で2.1% - 2.2%ポイント上昇し、2040年度には23.8% - 24.0%（同188.2兆円 - 190.0兆円）となる。
社会保障負担の対GDP比は、2018年度の20.8%（名目額117.2兆円）から、2025年度に21.5% - 21.6%（同139.0兆円 - 139.4兆円）となり、2040年度は23.5% - 23.7%（同185.6兆円 - 187.3兆円）へと上昇する。その内訳をみると、保険料負担は2018年度の12.4%（同70.2兆円）から、2025年度に12.6%（同81.2兆円 - 81.4兆円）となり、2040年度には13.4% - 13.5%（同106.1兆円 - 107.0兆円）へと上昇、公費負担は2018年度の8.3%（同46.9兆円）から、2025年度に9.0%（同57.8兆円 - 58.0兆円）となり、2040年度には10.1% - 10.2%（同79.5兆円 - 80.3兆円）へと上昇する。（「2040年を見据えた社会保障の将来見通し（議論の素材）」（2018年5月厚生労働省推計） の「計画ベース・経済ベースラインケースによる」のケースによる）。

### 社会保障の収入
日本の一般政府歳入（%, 2019年）
社会保障財源の収入総額は、2021年度ではILO基準において163兆4,389億円であり、内訳は社会保険料が46.2%、税収が40.4%、資産運用による収入が 8.8%、その他4.5%であった。
| 社会保険料 75兆5,227億円(46.2%) | 被保険者拠出 | 39兆7,852億円（24.3%）  |
| 社会保険料 75兆5,227億円(46.2%) | 事業主拠出   | 35兆7,375億円（21.9%）  |
| 税 66兆 1,080億円（40.4%）      | 国庫負担     | 47兆 8,337億円（29.3%） |
| 税 66兆 1,080億円（40.4%）      | 他の公費負担 | 18兆2,743億円（11.2%）  |
| 他の収入                        | 資産収入     | 14兆4,605億円（8.8%）   |
| 他の収入                        | その他       | 7兆3,477億円（4.5%）    |
| 計                              | 計           | 163兆4,389億円（100%）  |

注：
1. ILO事務局「第18次社会保障費用調査」の分類（他制度からの移転を除く部分）[133]に従って算出したものである。ただし、「社会保障特別税」は我が国では存在しないため表示していない。
2. 公費負担とは、「国庫負担」と「他の公費負担」の合計である。「他の公費負担」とは、①国の制度等に基づいて地方公共団体が負担しているもの、②地方公共団体の義務的経費に付随して、地方公共団体が独自に負担をしているもの、である。ただし、国の制度等に基づかず地方公共団体が独自に行っている事業については、認可外保育所等の一部の就学前教育・保育に係る事業及び公費負担医療給付分が含まれている。
3. 「資産収入」については、公的年金制度等における運用実績により変動することに留意する必要がある。また、「その他」は積立金からの受入等を含む。

### 社会保障の給付
社会保障給付費は、2021年にはILO基準で138兆7,433億円で、GDP比にして25.20%であった。高齢者関係は58兆 7,204億円となり同給付費の42.3%を占めている。
また、OECD基準で見た場合、社会支出は全体で142兆9,802億円（GDP比：25.97%）であり、高齢者関係は48兆7,809億円となり全体のの34.1%を占めている。なお、OECD基準とILO基準では、前者は施設整備費など直接個人には帰着されない支出まで集計範囲に含んでいるのに対して、後者は含まれていない。 
| 分類         | 分類           | 給付費                 | GDP比率 |
| ------------ | -------------- | ---------------------- | ------- |
| 医療         | 医療           | 47兆4,205億円(34.2%)   | 8.61%   |
| 年金         | 年金           | 55兆8,151億円（40.2%） | 10.14%  |
| その他の福祉 | 全体           | 35兆5,076億円（25.6%） | 6.45%   |
| その他の福祉 | うち、介護対策 | 11兆2,117億円（8.1%）  | 2.04%   |
| 計           | 計             | 138兆7,433 億円 (100%) | 25.20%  |

### 社会保障関係費
政府一般会計歳出に占める医療や年金、介護、生活保護などの社会保障分野の経費。一貫して増加し続けており、財政赤字の大きな原因となっている。2022年度決算の社会保障関係費は約43.9兆円であった。
| 歳入概数         | 歳入概数               | 歳出概数                              | 歳出概数               |
| ---------------- | ---------------------- | ------------------------------------- | ---------------------- |
| 消費税           | 23兆792億円（15.0%）   | 社会保障関係費                        | 43兆8,680億円(33.1%)   |
| 所得税           | 22兆5,216億円（14.6%） | 地方交付税交付金等                    | 17兆5,133億円(13.2%)   |
| 法人税           | 14兆9,397億円（9.7%）  | 文教及び科学振興費                    | 8兆6,692億円(6.5%)     |
| その他の税       | 9兆6,145億円（6.2%）   | 公共事業関係費                        | 8兆1,263億円(6.1%)     |
| 公債金収入       | 50兆4,789億円(32.8%)   | 防衛関係費                            | 5兆5,286億円(4.1%)     |
| 税外収入         | 7兆3,595億円（4.7%）   | 中小企業対策費                        | 3兆3,960億円(2.5%)     |
| 前年度剰余金受入 | 24兆7,535億円（16.1%） | その他の経費                          | 21兆4,141億円(16.1%)   |
|                  |                        | 国債費                                | 23兆8,697億円(18.0%)   |
| 歳入計           | 153兆7,294億円（100%） | 歳出計                                | 132兆3,855億円（100%） |
|                  |                        | 歳入増減・支出不要 次年度繰越・その他 | 21兆3,439億円          |

| 社会保障関係費                             |                          |                       |
| 年金給付費(28.8%）                         | 年金給付費(28.8%）       | 12兆6,240億円         |
| 医療給付費(27.4%）                         | 医療給付費(27.4%）       | 12兆345億円           |
| 保健衛生対策費 （13.8%）                   | 保健衛生対策費 （13.8%） | 6兆543億円            |
| 生活扶助等社会福祉費 5兆9,121億円（13.5%） |                          |                       |
| 障害保健福祉費                             | 2兆119億円               |                       |
| 生活保護等対策費                           | 1兆7,337億円             |                       |
| 生活支援臨時特別事業費                     | 8,192億円                |                       |
| 子育て世帯等臨時特別事業費                 | 4,918億円                |                       |
| その他                                     | 8,155億円                |                       |
| 介護給付費(7.7%）                          | 介護給付費(7.7%）        | 3兆3,574億円          |
| 少子化対策費(6.8%）                        | 少子化対策費(6.8%）      | 2兆9,643億円          |
| 雇用労災対策費 （2.1%）                    | 雇用労災対策費 （2.1%）  | 9,215億円             |
| 計                                         | 計                       | 43兆8,680億円（100%） |

注：
- 2015年4月より「保育所運営費」及び「子どものための金銭の給付年金特別会計へ繰入」が内閣府へ移管されている。

## 課題

日本の人口統計。2009年現在（1872-2009）と将来予測（2010-）

1980年代後半から合計特殊出生率や経済成長率の低下で「社会保障の危機」が言われた。日本の人口の高齢化は世界で最もスピードが速いと言われ、年々増大する高齢者医療や高齢者介護や老齢年金の財源をいかに確保するかが最大の課題と言える。2016年の高齢化率は27.3% まで上昇し、高齢社会白書では「我が国は世界のどの国も経験したことのない高齢社会を迎えている」と述べられている。
2009年のOECD対日審査報告では、医療制度改革に一節が割かされている。日本はGDP増加を上回るペースで医療費が増加しており、老人医療費の上昇に対して若者世代の負担を抑えながら対応するかが鍵であるとOECDは報告している。

### 急速な少子高齢化

日本の福祉に占める高齢者関連支出（100億円）

OECD各国の老人(65-歳)一人あたり、生産年齢(20-64歳)人口。
橙は2012年時点、茶は2050年の予想

日本はOECD諸国の中で最も少子高齢化が進んでおり、高齢者1人を現役世代2.3人で支えている（2015年時点）。現在の社会保障給付は7割が高齢者に充てられており、人口の高齢化による給付の増加が現役世代の負担を年々増やしているため、給付と負担のバランスの確保や世代間の不公平の是正が求められている。
さらに約50年後の2050年には、少子高齢化が一層進み、65歳以上の高齢者が人口の約4割を占め、高齢者1人を1.3人で支える超高齢社会となる（OECD諸国にで最低）という厳しい見通しが示されている。特定の世代に過重な負担とならないよう、現役世代はもちろん、高齢世代、企業など、幅広い支え手がバランスよく負担することが必要であるとされる。評論家の伊藤剛から6歳の日本人を22歳にする16年間にかける予算より、75歳の日本人を91歳にする16年間にかける予算のほうが大きい社会への懸念が指摘されている。

### 福祉人材の供給
介護保険法制定以降、高齢者福祉では介護支援専門員や介護福祉士、2級以上のホームヘルパーのニーズが高まっているが、労働条件が非常に劣悪（いわゆる3K職場の代表格でもある）であり、低賃金が故に介護人材の離職率が極めて高く、低賃金で雇えると考えられた発展途上国の外国人労働者の受け入れが始まった（しかし、実際に経済連携協定（EPA）に基づく人材受け入れを開始してみると、外国人への日本語教育の負担が重いことが敬遠され、福祉分野での外国人の雇用は減少している。
日本では超高齢化を反映し高齢者福祉施設は施設数が多いため、求人数も多いが、児童・障害施設は保育所を除くと施設数が少ないため求人数は少ない。特に高齢者福祉分野は民間企業が参入しやすいため、介護職や看護職の労働者派遣業が確立されたが、児童・障害分野は行政機関か社会福祉法人主体のものが多い。また、児童養護施設や児童相談所などでは配置人員の不足が指摘されている。また、介護福祉士は専門職であるにもかかわらず、他業種に比べ転職率が高いが、以下のような理由が考えられるとされる。
- 入所型施設では変則勤務や夜勤、宿直が多い。また年末年始やゴールデンウィーク、お盆休みでも施設に人材は必要であるため、休暇も交替でとる。下記のような様々な問題がある割に待遇が悪い。
- 雇用面では、常勤雇用が少なく、パート、アルバイトが多いことが挙げられる。これは、労働集約型であり補助金や介護報酬などに依存しているという特性上、人件費抑制やサービスを向上すべく最低基準以上の人員を雇うために非常勤の比率を高めざるを得ないからである。また、女性が多い職場のため出産、育児休業などによる代替雇用が多く、正規雇用に繋がらない場合がある。
- 利用者との関係によるストレスで精神的に疲労してしまう。例えば高齢者施設では認知症、知的障害者施設では自閉症、精神障害者施設では精神障害を持つ利用者がいるが、それらの障害は、特有の行動や認知の傾向があるため、利用者と日々信頼関係を作っていくのに時間がかかり、利用者によっては暴力行為や不調、自傷・他害、持病の発作など、突発的なことに対応していくことが要求される。
- 個々の職員による支援方針の違いが、職場での意見の相違となり緊張感をもたらす。また、職員の大半が福祉職という同質的集団になるため、お互いに馴れ合いになりがちな傾向もあり、人権侵害と思われる行為を指摘しにくく、閉鎖的な緊張感も存在する為と考えられる。また長く勤続する職員ほど利用者のことをよく知っているために、従来のやり方が正しいという場の空気が生まれ、新人などが問題意識を持っていても指摘しにくい土壌もある。これらの原因で、誤った支援方針に異議を唱えることが難しいとの指摘もある。
- 利用者だけでなく、その家族や病院、行政機関、学校など各種関係機関との連絡調整に忙殺される。特に入所施設では、利用者と家族との関係、利用者の金銭管理に時間を割くことが多い。
- 居宅訪問介護の場合、ヘルパーの移動時間が労働時間として計算される事はほとんどないため、実質的な拘束時間が実労働時間よりも遥かに長いといった事態が起こりがちな為。

日本においては1990年代に入ってから福祉や介護へのニーズが高まり、福祉系大学の新規開学や学部の新設も始まった。福祉の資格取得者が増え社会的ニーズが高まっているが、雇用や労働条件は決して高いものとは言えない。また、有資格者が増える一方ですべての有資格者の力量が十分といえず、資格取得養成課程の見直しが検討されることになった。

### 財源の確保
社会保障に関して国民が負担する税・保険料の総額は2006年度で82兆8,000億円であるが、2025年度には143兆円に増加するとされている。潜在的国民負担率（租税負担率＋社会保障負担率＋財政赤字対国民所得比）については、「骨太の方針2004」でその目途を50%程度としつつ、政府の規模を抑制すると閣議決定されている。また、社会保障に要する国の負担は、2007年度は、21兆円を超え国の一般歳出の半分に近付きつつあるが、約775兆円にも及ぶ巨額な財政赤字の下では、社会保障給付を賄うための公費を含め、税負担は将来世代に先送りされている。
社会保障の給付について見直しを行い、必要な給付に対する公費負担については、将来世代に先送りすることがないよう、安定的な財源を確保する必要があるとされている。今後、少子高齢化の一層の進行が見込まれており、持続的な経済社会の活性化を実現する観点から、消費税を含む税制改革をし、世代内及び世代間の負担の公平を図ることが重要であるとされる。
2012年の消費税法改正では、社会保障と少子化対策に用途が規定された。

### 経済に与える影響

日本の社会保障供出負担の推移。
青はGDPに占める比率(%)、橙は総税収に占める比率(%)。

日本の社会保障制度は、労使折半で社会保険料を負担する社会保険方式（被用者保険）を基本にしている。社会保障制度の充実は保険料や税の上昇を伴うため、個人については労働意欲の減退を招き労働力供給を減少させるとともに、企業については雇用や投資の減少を招き、経済成長率を低下させるという意見がある。一方、日本の社会保障への保険料や税の負担はアメリカを除く先進諸国と比べ低く、社会保障制度の充実は雇用を創出し消費を増やす効果があり、経済に対する不況時の安定機能を果たしているという意見がある。制度の持続可能性の確保の観点と経済の活力の確保の観点がともに重要であるとされる。
OECDは医療費財政を社会保険料に頼ることは、労働コストを上昇させ労働市場に悪影響を及ぼすため（2009年現在は賃金の8%が保険料であるが、増税なき場合には2035年度の保険料は24%まで上昇するとの試算）、雇用や投資へのゆがみをもたらしにくい付加価値税（消費税）がベストであると勧告している。

### 社会保障制度改革
日本の総人口は、2004年をピークに2005年は死亡数が出生数を上回り約2万人の減少となり、人口減少社会を迎えた。急速な少子高齢化の進行により、年金、医療、介護等の社会保障制度は、給付の面でも負担の面でも国民の生活に大きなウエイトを占め、家計や企業の経済活動に与える影響も大きくなった。人口の高齢化や支え手の減少に対応した持続可能な社会保障制度改革が必要であり、給付と負担のバランスや世代間・世代内の公平性が求められているとされる。
2004年7月に「社会保障の在り方に関する懇談会（内閣官房長官主宰）」が、社会保障制度を将来にわたり持続可能なものとしていくため、社会保障制度全般について、税、保険料等の負担と給付の在り方を含め、一体的な見直しを行う必要があるとの問題意識の下で議論を開始し、2006年5月に取りまとめた「今後の社会保障の在り方について」が「骨太の方針2006」に盛り込まれた。
- 自助・共助・公助や税・保険料の役割分担、世代間・世代内の公平性等に留意しつつ、社会保障制度全体を捉えた一体的見直しを推進する。
- 社会保障の給付については、国民が負担可能な範囲となるよう不断の見直しを行う。
- 社会保障のための安定的な財源を確保し、将来世代への負担の先送りをやめる。

2007年には社会保障国民会議が設置され、また1月の閣議決定「日本経済の進路と戦略（経済財政運営の中期方針）」では、持続可能で信頼できる社会保障制度の構築のため、自助・共助・公助の適切な役割分担の下、世代間の公平を図るとともに、サービスの質の維持向上を図りつつ、効率化等により供給コストを低減させていくとされた。
|            |                    | 2015年度 見込み                    | 2025年度見込み                     |
| ---------- | ------------------ | ---------------------------------- | ---------------------------------- |
| 年金       | 社会保険方式の場合 | 2.6兆円 （+1%弱）                  | 2.9兆円 （+1%弱）                  |
| 年金       | 税方式の場合       | 12兆円 - 28兆円 （+3.5% - 8.2%）   | 15兆円 - 31兆円 （+3.5% - 8%）     |
| 医療・介護 | 医療・介護         | 4兆円 （+1%強）                    | 14兆円 （+4%弱）                   |
| 少子化対策 | 少子化対策         | 1.3兆円 - 2.1兆円 （+0.4% - 0.6%） | 1.6兆円 - 2.5兆円 （+0.4% - 0.6%） |
| 計         | 社会保険方式の場合 | 7.6 - 8.3兆円 （+2.3% - 2.5%）     | 19兆円 - 20兆円 （+5%）            |
| 計         | 税方式の場合       | 17兆円 - 34兆円 （+5% - 10%）      | 31兆円 - 48兆円 （+8% - 12%）      |

2012年民主党政権下では、三党合意において民主党・自由民主党・公明党の実務者間で「社会保障・税一体改革に関する確認書」が交わされ、提言は社会保障制度改革国民会議が行うとされた。2012年成立の社会保障制度改革推進法においては、社会保障制度改革の理念が以下と定められた（第２条）。
- 自助、共助及び公助が最も適切に組み合わされるよう留意しつつ、国民が自立した生活を営むことができるよう、家族相互及び国民相互の助け合いの仕組みを通じてその実現を支援していくこと。
- 社会保障の機能の充実と給付の重点化及び制度の運営の効率化とを同時に行い、税金や社会保険料を納付する者の立場に立って、負担の増大を抑制しつつ、持続可能な制度を実現すること。
- 年金、医療及び介護においては、社会保険制度を基本とし、国及び地方公共団体の負担は、社会保険料に係る国民の負担の適正化に充てることを基本とすること。
- 国民が広く受益する社会保障に係る費用をあらゆる世代が広く公平に分かち合う観点等から、社会保障給付に要する費用に係る国及び地方公共団体の負担の主要な財源には、消費税及び地方消費税の収入を充てるものとすること。

2013年の自公連立政権下で社会保障国民会議が復活し、そこでは社会保障の機能強化の充実のために2015年には消費税率換算で+2.3% - 10%強、2025年度には+5% - 12%ほどの財源が必要との最終報告がなされた（社会保障と税の一体改革）。
2014年4月には、消費税が8%に引上げられている。さらに社会保障制度改革推進会議が設置された。2015年からは社会保障・税番号制度（個人番号。通称:マイナンバー）が導入された。
2015年のOECD対日審査では、最優先事項として病院平均入院日数の短縮が挙げられており、OECD平均の4倍（31.2日）である状況を短縮し、彼らを在宅ケアや介護施設に移行するよう勧告されている。介護受給者は年8%のペースで増加しているが、日本の介護施設はOECD平均の半分しかないため、病床を介護施設に転換することの利点を裏付けている。

## 政治史

### 戦後の低負担高福祉

1982年4月以降の日本の国債残高。日本銀行保有分を除く。 凡例 赤 - 内国債、黄 - 短期証券、青 - 借入金、紫- 過去12ヶ月の平均

日本銀行保有分を含めた1982年4月以降の日本の国債残高。凡例 赤 - 内国債、黄 - 短期証券、青 - 借入金、紫- 過去12ヶ月の平均

日本の国民負担率 は40%未満であり、高負担高福祉の欧州、特に70%を超える北欧諸国に比べれば低い状態にある。
北欧の社民主義の左派政党の政権の中では、グローバリズムが進展し企業などの国境を越えた拠点移動が容易となった現代においては、国内の雇用維持創出のために法人税や所得税を下げ、消費税をより優先的な財源とすることが高福祉国家を実現する上で重要だという意見もあり、日本の福祉財源確保に関する方針は基本的にはこのような考えの下で進められてきた。一方で、福祉財源の確保は消費税の増税よりも公共事業や地方交付税 の削減などを優先して確保すべきだという主張もあり、政治的には、福祉政策をどの水準に保つかということと、どのように税収を確保するかという議論は切り離せないものである。
近代の先進国における政党政治では、左派政党が高負担・高福祉の路線を、右派政党が低負担・低福祉の路線をそれぞれ主張して競う状況が多く見られたが、日本においては長らく与党を担う右派の自民党が中負担・中福祉として社民主義に近い路線を採用していた。しかし1960年代頃から、地方選挙等で野党側の候補が医療費無料対象の拡大など高福祉の政策を掲げて当選する場面が増え、東京都に始まり、他のいくつかの地方自治体でも同様に老人医療費の無料化などが導入されていった。
このように福祉政策に対する方針が選挙においてより争点化され影響力を持つようになった結果、現在の日本の福祉政策は、福祉財源全体を管理する与党側の思惑としては財源を据え置きにしたまま、福祉内容の面ではより拡充が進んでしまうという形になり、相対的に「低負担・高福祉」の歪んだ構造へと変化してきた。
社会体制が高福祉化へ転換する中で社会保障関係費が歳出に占める割合は年々増加し、また、高齢者の医療費負担が引き下げられたことで医学的治療の必要性が低い人々にまで過剰な通院を促してしまう（病院のサロン化）など、諸々の問題を生じさせることにもなった。